# Ivory Night
Ivory Night war eine pfälzische Heavy-Metal-Band aus Kaiserslautern, deren Stil zum Teil durch Elemente aus Rock, Blues, Swing, Punk, Progressive bis hin zu Thrash und Grindcore Ergänzung findet.

## Geschichte
Ivory Night ging im Oktober 1997 aus der Schüler-Band B/M/T hervor. Patrick Fuchs war das einzige Gründungsmitglied, das der Gruppe bis zur Auflösung angehörte.
Die Musik der Band reichte von poppigen Melodien bis hin zu Thrash Metal.
Nach vier unveröffentlichten und einer offiziellen Demo veröffentlichten Ivory Night im Dezember 2004 ihr im Eigenvertrieb erhältliches Debüt-Album 7 – Dawn of the Night. Die erste Tournee der Gruppe fand im März 2007 statt und beinhaltete Konzerte in Peru und Ecuador. Am 29. Juni 2007 erschien das Zweitwerk Machine.
Im Spätjahr 2005 stellten Ivory Night die Backing-Band für Josh Kramer, den Sänger der amerikanischen White-Metal-Band Saint, auf dessen Deutschland-Tour.
Seit April 2006 spielen Patrick Fuchs und Carsten Kettering in der RTB-Band, der neuen Formation des ehemaligen Manowar-Gitarristen Ross The Boss.
- offizielle CD-Veröffentlichung des Albums Machine am 14. März 2008
- offizielle Maxi-Single Go Braves. Veröffentlichung am 3. Oktober 2008 (Offizielle Hymne der  Pro A Basketballer Kaiserslautern Braves (umbenannt in „Teckpro Braves“) aus Kaiserslautern/Homburg)

Im Mai 2010 stellte die Band ihren neuen Gitarristen Benedikt Zimniak (ebenfalls Mitglied von Mekong Delta) vor. Patrick Fuchs war danach ausschließlich Sänger der Band. Im November 2010, zwei Wochen vor der Veröffentlichung des neuen Albums The Healing über Aaarrg-Records, stieg Carsten Kettering überraschend bei Ivory Night aus. In der offiziellen Mitteilung der Band heißt es, dass eine Zusammenarbeit aus persönlichen Gründen für beide Seiten nicht mehr möglich sei. Ferner berichtete Carsten Kettering auf seiner offiziellen MySpace-/Facebook-Seite, er wolle sich mehr auf berufliche und private Projekte konzentrieren und der Band damit nicht länger im Wege stehen. Sein Nachfolger am Bass war Kalle Keller.
Im Verlauf des Sommers 2011 verließ Gitarrist Benedikt Zimniak die Band aus zeitlichen Gründen, Patrick Fuchs kehrte wieder an die Gitarre zurück.
Die Band löste sich zum Ende des Jahres 2014 auf.

## Diskografie
- 1997: quod erat demonstrandum I (Demo, 8 Lieder)
- 1997: quod erat demonstrandum II (Demo, 4 Lieder)
- 1998: Demo ’98 (Demo, 6 Lieder)
- 1998: quod erat demonstrandum III (Demo, 2 Lieder)
- 2000: Into the Night (Demo, 14 Lieder)
- 2003: Limited Edition (Maxi, 3 Lieder)
- 2004: 7 – Dawn of the Night
- 2007: Machine
- 2008: Go Braves (Maxi, 2 Lieder)
- 2010: The Healing